# Вальстад, Отто
Отто Вальстад (норв. Otto Valstad, 11 декабря 1862[…], Аскер, Акерсхус — 20 июня 1950[…]) — норвежский педагог, художник, книжный иллюстратор и детский писатель.

## Биография
Он родился в Аскере в Акерсхусе, Норвегия. Он был сыном Андреаса Ольсена Вальстада (1828–1911) и Лизы Йохансдаттер Солстад (1836–1906). Вальстад был учителем начальной школы до 1899 года. С 1880-х он писал, особенно пейзажи, портреты и популярные жанры. Он был студентом Норвежской национальной академии ремёсел и художественной промышленности под руководством Иогана Нордхагена, а затем недолго посещал Академию Жюлиана в Париже в 1897 году.
В 1893 году он женился на писательнице Матильде Джорджине «Тилле» Вальстад (1871–1957). Отто и Тилла Вальстад были заядлыми коллекционерами произведений искусства, и их дом в Хвальстаде стал культурным центром. В 1949 году они завещали своё имущество муниципалитету Аскера. Работы Отто Вальстада выставлены в музее Аскера вместе с обширной коллекцией произведений искусства и культурно-исторических объектов.
Среди его книг: Juletræet 1891 года, Smaakarer 1910 года, Ola Enfoldig 1916 года и Ola Mangfoldig 1923 года. Он представлен в Национальной галерее Норвегии портретом Фру Лины Брун 1901 года.